# 中川ブロードウェイ・ストリート
中川ブロードウェイ・ストリート（なかがわぶろーどうぇい・すとりーと）は、テレビ朝日系で2008年6月20日に放送されたクイズ番組である。

## 概要
正式タイトルは『中川ブロードウェイ・ストリート ギガヲタバトル ネ申降臨』。中川翔子のテレビにおける初冠番組である。
サブカルチャーを題材にしたクイズ番組の形式を採っているが、中川や半田健人をはじめ、一般参加のヲタ達の強烈なキャラクターを活かしたヲタクトークや普段のヲタク活動紹介にもスポットを当てることで、番組の特徴付けを行っている。
扱ったテーマは『昭和歌謡曲』『スーパー戦隊シリーズ』『ヘヴィメタル』であるが、このうち中川はヘヴィメタルには関心がないと番組内で発言していた。
当初は『爆笑超知識クイズ対決』という番組名で企画・収録されており、新聞等のテレビ番組欄では当初の番組名で紹介されているケースが多い。
ネット局の多くでは、数週間から数ヶ月遅れで放送された。

## 設定
女王しょこたんが君臨する中川ブロードウェイ国では、ヲタク度が高いほどエラいという階級制度が敷かれている。ヲタク以外の者は「ムシュミ」と呼ばれてさげすまれ、我々の世界で言うヲタクは「ヲタ」と呼ばれて敬われている。ギガントすごいヲタは「ギガヲタ」となりあこがれの対象である。そして「ギガヲタ」の頂点に立つ者だけが「ネ申（かみ）」とあがめられる。
今夜は中川ブロードウェイ城で、年に一度「ギガヲタ」達が「ネ申」の名をかけて戦うギガヲタバトルの日。入城してきたギガヲタ達と中川ブロードウェイ城のギガヲタ戦士がクイズバトルを繰り広げる。

## ルール
テーマ毎に中川ブロードウェイ城メンバー1名とギガヲタ2名によってクイズバトルを実施。
まず1名がテーマに関するヲタクイズを出題し、残り2名が早押しで解答する。出題者1名と解答者2名を順番に交代しながら進め、最終的に正解数が多い者がそのテーマにおける優勝者＝「ネ申」となる。
正解数は、決められたサブテーマに添って出題していくジャンル問題とジャンルにとらわれず考え出した究極問題「ギガクエスチョン」のトータルで判定される。
「ネ申」の称号を得た者には「ネ申の証・金のカミ袋」が贈られる。

## 出演者
- 女王しょこたん：中川翔子

女王自ら2番目のジャンル「戦隊」ギガヲタバトルに参戦するが惜敗。ジェットマン体操付「鳥人戦隊ジェットマン」の歌やちあきなおみの「喝采」も披露。
- 執事サワムラ：沢村一樹

進行及びヲタクトークに暴走する女王達を静止する役割。
- 書記官：大木優紀（テレビ朝日アナウンサー）
- ギガヲタ戦士：半田健人

最初のジャンル「昭和歌謡」ギガヲタバトルに参戦、見事優勝して「ネ申」となる。
- ギガヲタ戦士：マーティ・フリードマン[1]

3番目のジャンル「ヘビメタ」ギガヲタバトルに参戦するが惜敗。
- 博覧強記の客人：荒俣宏

多くのヲタクジャンルに精通したコメンテータ役。
- 何も知らない客人：ほっしゃん。

この世界で言う「ムシュミ」、一般人の目で見たツッコミ役。
- オブジェ：スカシカシパンマン

ノーマルバージョンとブルース・リーコスプレバージョンのオブジェで登場。
- アシスタント：ゴスロリ2名

戦隊ギガヲタバトルの内容に全く着いていけず、退屈しきって靴を脱ぐシーンも見られ、よりヲタク達を際立たせている。

### ナレーター
- 保志総一朗

## 主なスタッフ
- 企画：山本たかお
- 構成：海老克哉、加藤智久、酒井良文
- 技術：テイクシステムズ
- SW：古橋稔
- カメラ：西村佳晃
- 音声：森永茂
- VE：五味美由紀
- 照明：共立照明、白井寛
- 美術プロデューサー：宇家謙二
- 美術デザイン：近藤千春
- 美術進行：加藤正幸
- 大道具：竹内俊彰
- 電飾：畠沢優一
- 装飾：松井達彦
- 衣裳：金子光浩
- ロケ技術：ティ・ピー・ブレーン
- 編集・MA：よしだ裕二、ザ・チューブ
- 音効：佳夢音、黒澤隆昌
- TK：山田英子
- オブザーバー：藤川克平
- 編成：白井伸之、宮田奈苗
- タイトルデザイン：中川翔子、安斎肇
- 企画協力：ワタナベエンターテインメント
- AP：山本和仁
- デスク：星野敬子
- フロアディレクター：管剛史
- ディレクター：斉藤亮、時崎豊、山元豊洋
- 演出：山田謙司、新川雅史
- プロデューサー：津田誠、岩崎晃恵
- チーフプロデューサー：佐藤信也
- 制作協力：ハウフルス
- 制作著作：テレビ朝日